# 永康 (西晋)
永康（300年-301年四月）是西晋皇帝晋惠帝司马衷的第四个年号。共计2年。
永康二年正月，晋惠帝被司馬倫奪位，並被幽閉，直到永康二年四月才被釋放出來復位，之後改元永宁元年。

## 纪年
| 永康   | 元年     | 二年     |
| ------ | -------- | -------- |
| 公元   | 300年    | 301年    |
| 干支   | 庚申     | 辛酉     |
| 赵廞   | 太平元年 | 二年     |
| 司马伦 |          | 建始元年 |

## 参看
- 中国年号索引
- 其他时期使用的永康年号

| 前一年號： 元康 | 西晉年号 永康 | 下一年號： 永宁 |